# Střízlíkovec novozélandský
Střízlíkovec novozélandský (Gerygone igata; maorsky riroriro) je drobný hmyzožravý pěvec, který se endemitně vyskytuje na Novém Zélandu. Jedná se o geograficky nejrozšířenějšího endemitního novozélandského ptáka. Obývá širokou škálu biotopů od pobřežních pralesních oblastí přes druhotné lesy po subalpinské křoviny do nadmořské výšky 1500 m. Délka těla dosahuje 10 cm, váha se pohybuje kolem 6,5 g. Opeření je poměrně nevýrazné – svrchní partie jsou především tmavě šedé až olivově zelené, spodní části těla jsou světle šedé, někdy až krémově bílé či světle žluté. Nohy jsou černé, stejně jako krátký ostrý zobák. Duhovka je tmavě červená, u juvenilních jedinců hnědá. Pohlavní dimorfismus je nepatrný. Samce lze v terénu rozpoznat podle hlasitého zpěvu, kterým se projevují celoročně; samice o sobě dávají vědět pouze krátkým kontaktním voláním.
Rozmnožuje se na jaře a v létě (srpen až leden). Uzavřené hnízdo hruškovitého tvaru má pouze jeden malý otvor v jeho horní části. Hnízdo buď visí na větvi nebo je vetkáno do křoví či směti větví. Snůšku tvoří 3–4 (občas jen 2 a maximálně 5) bílých nebo lehce narůžovělých vajec s načervenalým kropením. Inkubuje pouze samice po dobu 20 dní od nakladení posledního vejce. Altriciální a nidikolní mláďata jsou krmena oběma rodiči po dobu cca 17 dní, načež dochází k prvnímu letu. Rodiče nadále krmí své potomky až do doby maximálně 5 týdnů od opuštění hnízda, načež dochází k úplnému osamostatnění mláďat. Většinou dochází ke dvěma snůškám, někdy až ke třem. Na Novém Zélandu jsou střízlíkovci novozélandští jedinými hostiteli kukačky nádherné. Kukačka je migrující druh a na Nový Zéland přilétává až v době po vyvedení prvních snůšek, takže parazituje především na druhých snůškách. Odhaduje se, že kukačky parazitují až na polovině druhých snůšek. U parazitovaných hnízd většinou dochází k úhynu všech ptáčat střízlíkovců.
Střízlíkovci se živí hmyzožravě, do jejich jídelníčku patří různé druhy pavouků, housenek, much a brouků. Příležitostně pojídají i ovoce. Hnízda těchto drobných pěvců jsou snadnou kořistí pro introdukované druhy savců jakou jsou hranostaji, kočky nebo krysy obecné. Míra predace však není natolik závažná, aby ohrozila celkovou populaci druhu. Mezinárodní svaz ochrany přírody proto střízlíkovce hodnotí jako málo dotčený druh.

## Systematika
Střízlíkovec novozélandský byl poprvé popsán v roce 1830. Autoři popisu, francouzští badatelé Jean René Constant Quoy a Joseph Paul Gaimard, druh popsali na základě exempláře odchyceném v roce 1827 v Tasmánském zálivu na severu Jižního ostrova. Druh byl pojmenován Curruca igata. Druhové jméno igata podle autorů popisu odkazuje k maorskému názvu ptáka z místní oblasti. Nový taxon byl v roce 1872 přeřazen do rodu Gerygone a tedy přejmenován na Gerygone igata, což druhu už zůstalo i přes několik dalších pokusů o jeho přeřazení do jiných rodů v průběhu 19. a 20. století.

Střízlíkovci byli již v minulosti známi pro svůj malebný zpěvný projev, který zaujal už i Waltera Bullera, nejvýznamnějšího novozélandského ornitologa své doby, který si vychvaloval lahodný zpěv střízlíkovců následovně:

V teplém slunečním svitu pozdního léta, když manukové keře zahalí se do pokrývky sněhově bílých květů, vzduch nasytí se vůní lesních květin a šťastného bzukotu hmyzu, tu jemný přesladký cvrlikot připomínající dovádění veselého cvrčka zasáhne ucho posluchačovo. Na to na nejhořejších větvičkách blízkého keře na okamžik objeví se drobný ptáček, který se na chvílí vznáší jako můra před květem nebo se překotí ve vzduchu, jen aby rychle zase zmizel z dohledu. Tak takový je střízlíkovec novozélandský neboli riroriro, dobře známý ptáčník z maorských zkazků a písní.
Walter Buller, 1888
Střizlíkovec novozélandský se řadí do rodu Gerygone, který se v češtině označuje jménem střízlíkovec, stejně jako většina ostatních rodů čeledi střízlíkovcovití (Acanthizidae). Rod Gerygone zahrnuje kolem 20 druhů ptáků rozšířených v jihovýchodní Asii, Nové Guineji, Austrálii a na Novém Zélandu a pacifických ostrovech. Nejbližším příbuzným (sesterským taxonem) střízlíkovce novozélandského je střízlíkovec chathamský (G. albofrontata). Obě linie se od sebe oddělily před cirka 1 milionem let. K dalším blízkým příbuzným patří střízlíkovec norfolský (G. modesta) a vyhynulý střízlíkovec ostrovní (G. insularis).
Maorský (domorodý) název druhu zní riroriro.

## Popis

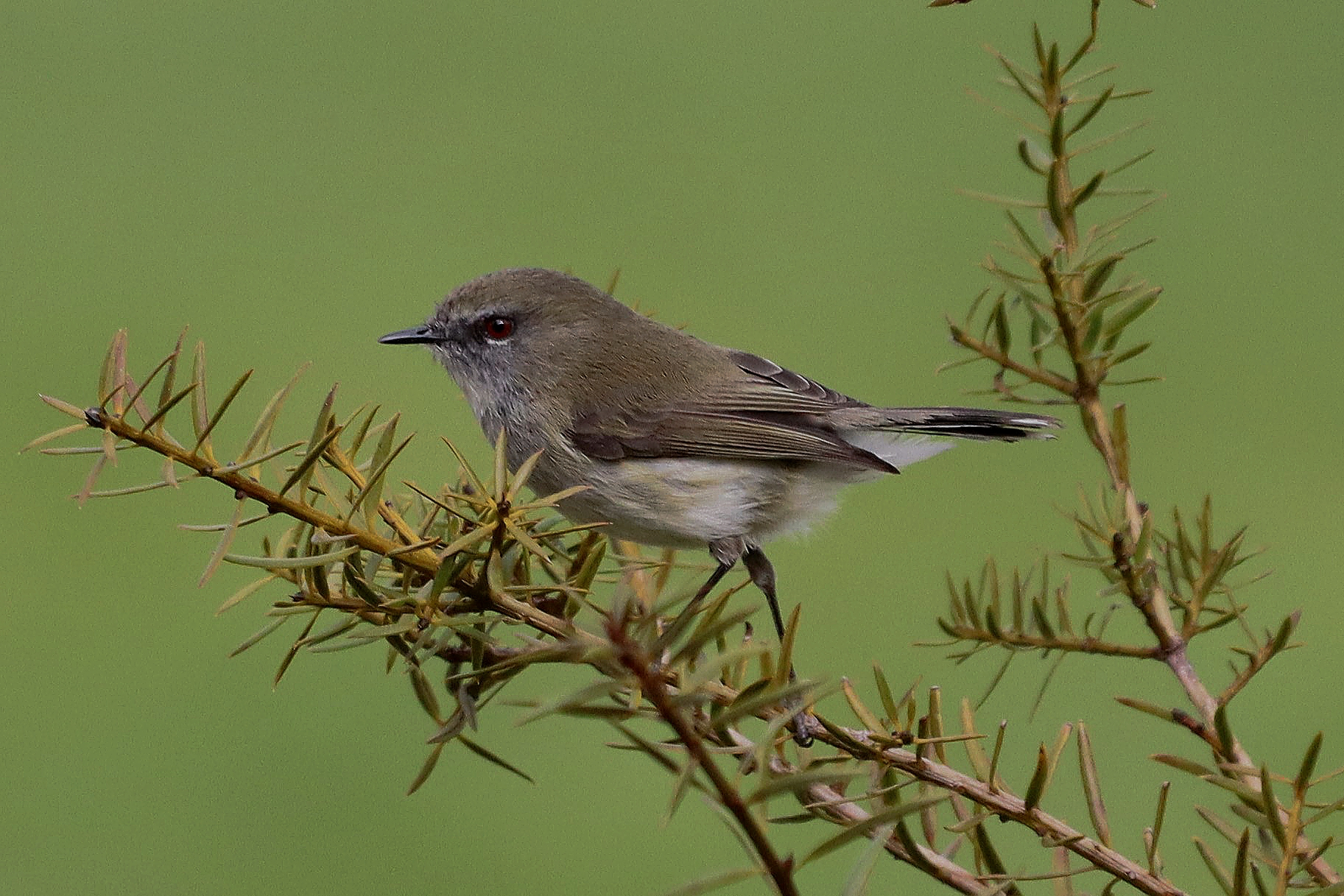
Střízlíkovec novozélandský

Jedná se o maličkého ptáka s úzkým tělem dlouhým 10 cm a váhou kolem 6,5 g. Tyto rozměry z něj činí druhého nejmenšího novozélandského ptáka (menším novozélandským ptákem je pouze pokřovník zelený, který má stejnou váhu, avšak měří jen 8 cm). Samčí křídlo má délku 53 mm, ocas 45–49 mm, zobák 12 mm. Samičí křídlo měří kolem 49 mm, ocas 43–48 mm, zobák má 11 mm.
Opeření střízlíkovců novozélandských je poměrně fádních barev s převažujícími šedými a krémovými odstíny. Temeno hlavy, zadní a boční strany krku jsou šedé až olivově zelené. Po stranách hlavy a na hrudi přechází peří do tmavě šedé, zatímco na přední straně krku a bradě spíše do světle šedé až krémově bílé. Těsně za okem se nachází krátký oční proužek černé barvy, která kontrastuje s našedivělou uzdičkou. Zbytek svrchní části těla je tmavě zeleně olivový. Vrchní i spodní ocasní krovky jsou šedočerné a jejich úplné konečky jsou bílé (s výjimkou dvou prostředních rýdovacích per, která nemají bílá zakončení). Toto zářivě bílé zakončení je výrazné za letu nebo při rozevření ocasu, kdy se jeví jako bílý příčný pruh; při posedu se zavřeným ocasem tato bílá není vidět. Svrchní strana křídel je převážně tmavě šedá, pouze letky křidélka a střední část krycích letek je černá. Spodní část těla je šedá, bílá a někdy až bledě žlutá.

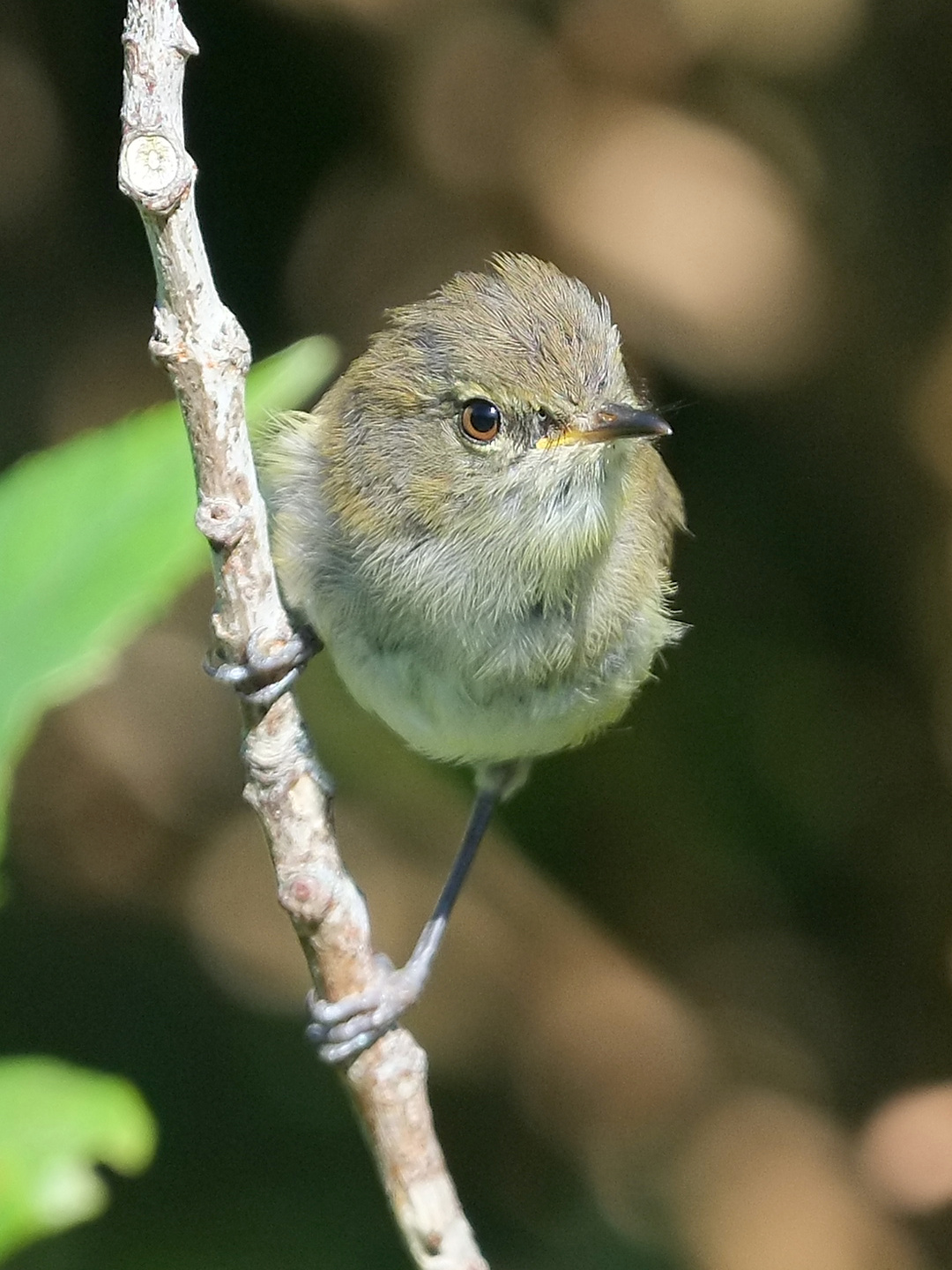
Střízlíkovec na větévce stromu

Zašpičatělý zobák je černý. Duhovka je sytě červená. Černě zbarvené nohy jsou poměrně dlouhé, avšak velmi tenké. Pohlavní dimorfismus je nepatrný. V době hnízdění lze samice rozpoznat podle hnízdní nažiny, která se u samců nevyvíjí. Šat juvenilních jedinců má o něco světlejší zabarvení než u dospělců, jejich duhovky jsou hnědé, nohy matně šedé a někteří juvenálové mají světle žlutý oční kroužek. Adultní šat oblékají mezi lednem až březnem po prvním přepeření.
K záměne s jiným ptákem může dojít jen těžko. Malé tělo spolu s barvou opeření, zpěvem a paběrkováním z druhu činí poměrně jasně identifikovatelného pěvce. Relativně podobné je snad jen kruhoočko australopacifické; tito drobní pěvci jsou o něco větší a lze je rozeznat od střízlíkovců díky velmi výraznému očnímu kroužku.

## Biologie

### Výskyt a stanoviště
Střízlíkovci novozélandští se vyskytují po celé délce Nového Zélandu včetně Stewartova ostrova. Jedná se o místně nejrozšířenější endemitní druh. Zaznamenané hustoty výskytu oscilují od 0,2–2,5 ptáků zaznamenaných ptáků podél 1 km lesních stezek. U Kaikoury měly plochy teritorií v průměru 0,68 ha. Druh je rozšířen i na většině přilehlých ostrovů, avšak na novozélandských ostrovech dále od pevniny se převážně nevyskytuje. Na ostrovech Little Barrier a Kapiti se vyskytují sice stálé, avšak řídké a nepočetné populace. Zatoulanci byli pozorováni až na Snárských ostrovech. Chathamské ostrovy obývá příbuzný střízlíkovec chathamský.
Většinou se zdržuje ve vyšších patrech stromového baldachýnu v primárních (původních) i druhotných (vysázených, převážně borovicových) lesů. Vedle toho obývá i podmáčené oblasti včetně močálů a mangrovů, kde je dostatek vegetace. Vyskytuje se až do nadmořských výšek kolem 1500 m, kde převládají subalpinské křoviny. Střízlíkovci jsou jedni z mála novozélandských endemitů, kteří prosperují v antropomorfní krajině a lze je tak nalézt i v okolí farem, v městských parcích a zahradách. Zvláště hojní jsou v hlodášových (místně nepůvodní, invazivní rostlina) a přirozeně se vyskytujících manukových a kanukových podrostech.
Jedinými oblastmi, které střízlíkovcům nevyhovují, jsou oblasti bez stromové či křovinaté vegetace jakou jsou rozsáhlé odlesněné farmářské oblasti nebo subalpinské traviny ve výškách nad 1500 m n. m.

### Rozmnožování

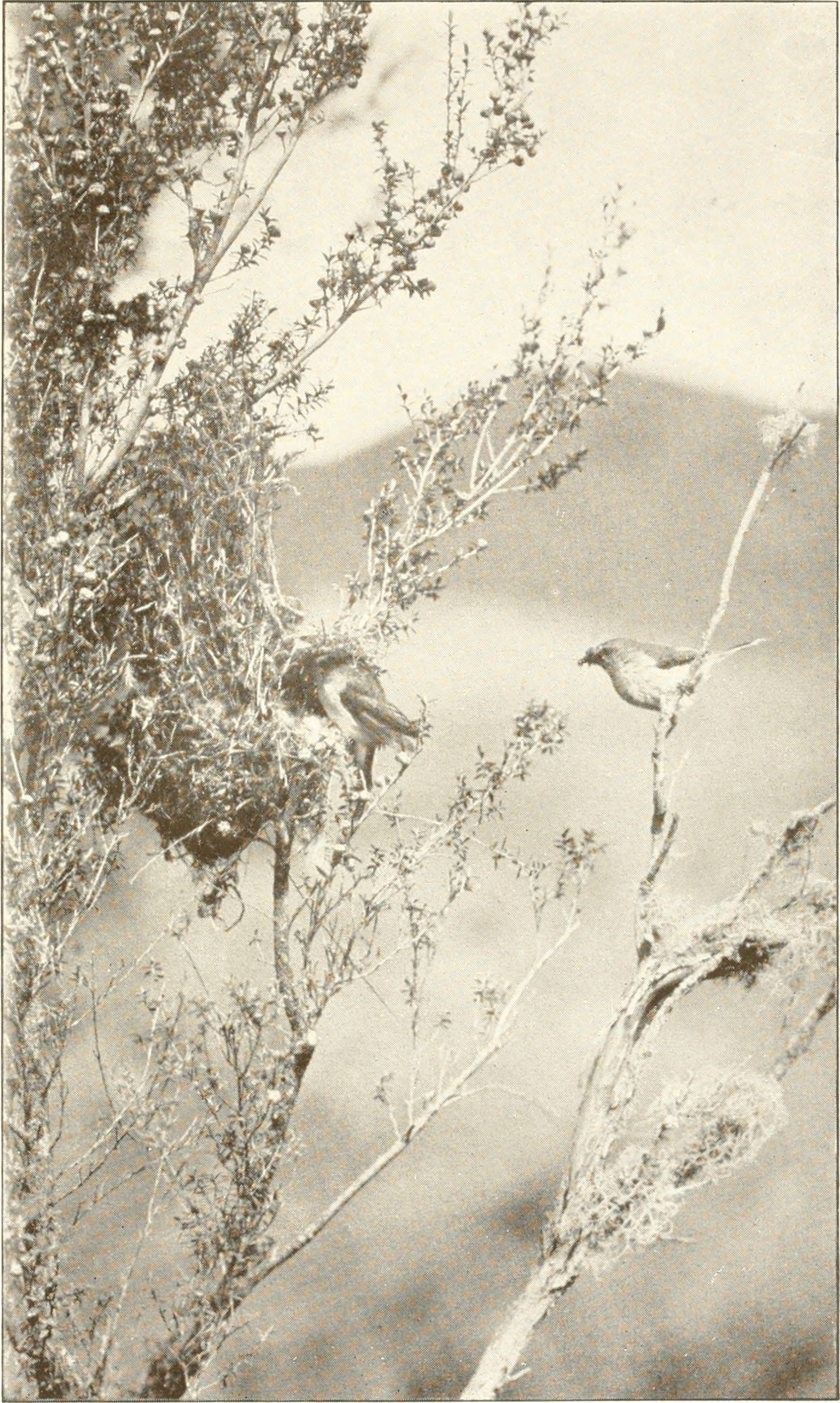
Černobílá fotografie střízlíkovce s hnízdem

#### Teritoria
K rozmnožování dochází nejčastěji mezi srpem a lednem, občas už i v červenci nebo až v únoru. Jedná se o monogamní ptáky, kteří spolu zahnízdí i několik let po sobě a utvořené páry se spolu zdržují i mimo hnízdní období. Po utvoření páru si dvojice vyhradí teritorium, která vehementně brání proti ostatním ptákům téhož druhu. V době inkubace vajec je hlavním střežitelem teritoria samec, i když v případě neodbytného vetřelce, který se odvážil až těsně k hnízdu, může samice na chvíli přerušit inkubaci a pomoci samcovi zahnat nežádaného narušitele. Teritoria si drží celoročně, avšak mimo hnízdní období jsou teritoriální hranice poněkud rozbředlé a střízlíkovci nejsou vůči ostatním ptákům tak agresivní. Podle jednoho z výzkumů si 35 % z 52 sledovaných střízlíkovců uchovala stejná teritoria opakovaně (tzn. po 2 hnízdní období).

#### Hnízda

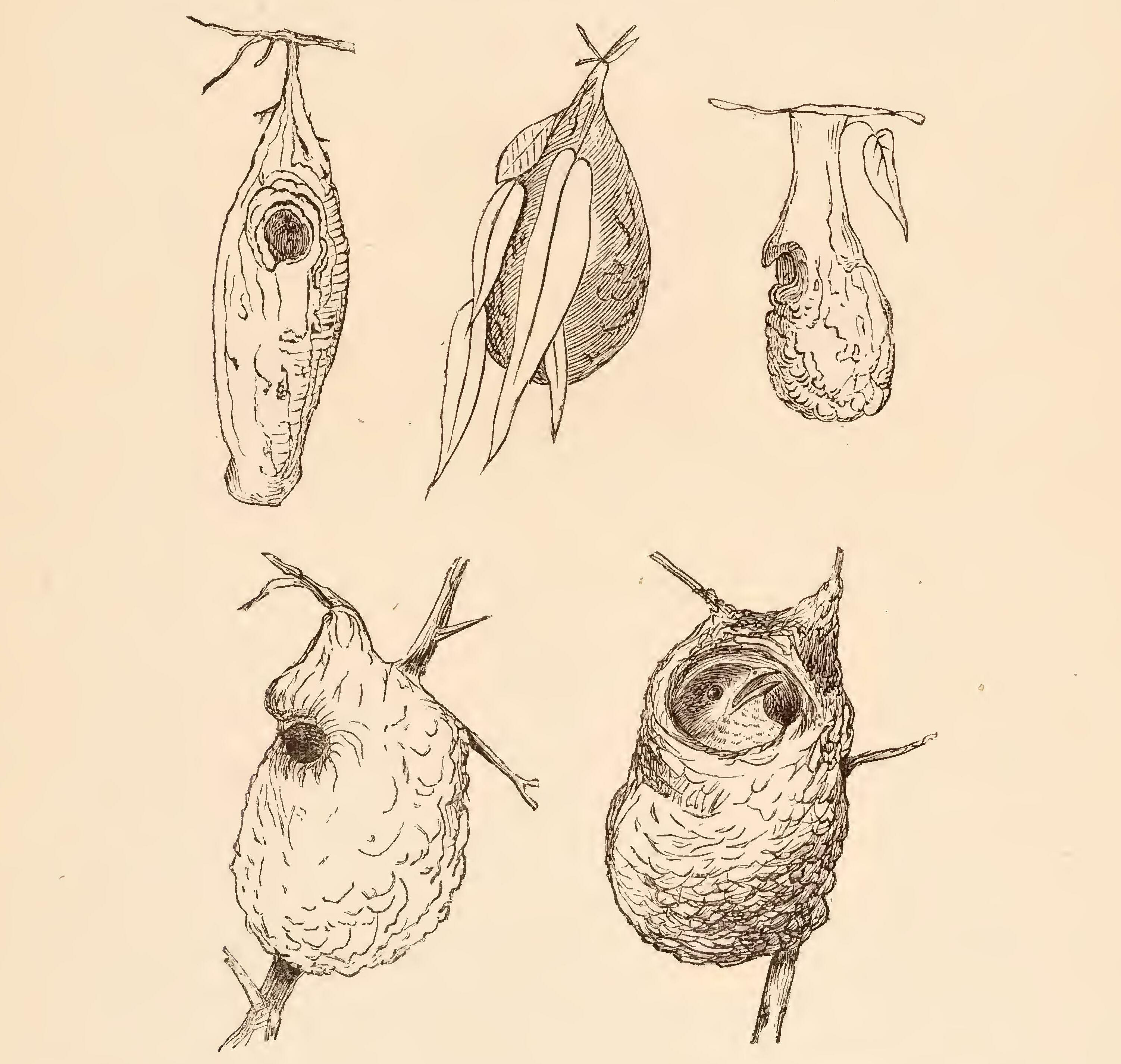
Příklady hnízd střízlíkovců

Hnízda jsou od sebe vzdálená kolem 100 m. Střízlíkovec novozélandský je jediným novozélandským ptákem, který si buduje uzavřené hnízdo. O jeho stavbu se stará pouze samice. Stavbu začíná odshora: nejdříve uloží hnízdní materiál jako jsou stébla trávy a mech na větší větev a poté postupně hnízdo rozšiřuje směrem dolů, takže materiál přidává visíce hlavou dolů nebo do stran. Zhruba polovina hnízd visí pouze ne jediné větvi, ostatní hnízda jsou vetkány do změti větviček a roští. Tvar hnízda připomíná hrušku či lahev. Vstup do hnízda mívá průměr 3 cm a bývá umístěn v horních částech. Otvor bývá seshora zakryt konstrukcí připomínající malou stříšku. Hnízda jsou v průměru 14 cm dlouhá a 7 cm široká a samice staví nové hnízdo pro každou snůšku. Doba stavby trvá kolem 3 týdnů, avšak pozdní hnízda postavená koncem hnízdícího období mohou být postavená již během týdne.
Hnízda bývají 1–10 metrů nad zemí na různých druzích stromů a keřů. Materiál na stavbu hnízda pochází z blízkosti hnízdiště. Pro stavbu je použito kůry, mechu, vlny, stébel a kořínků trav i chlupů zvířat. Stavební materiál je navzájem slepen pavoučími sítěmi a kokony. Vystýlku tvoří peří jiných ptáků, ochmýřená semínka a ochlupené šupiny z kapradin.

#### Snůška, mláďata, dožití

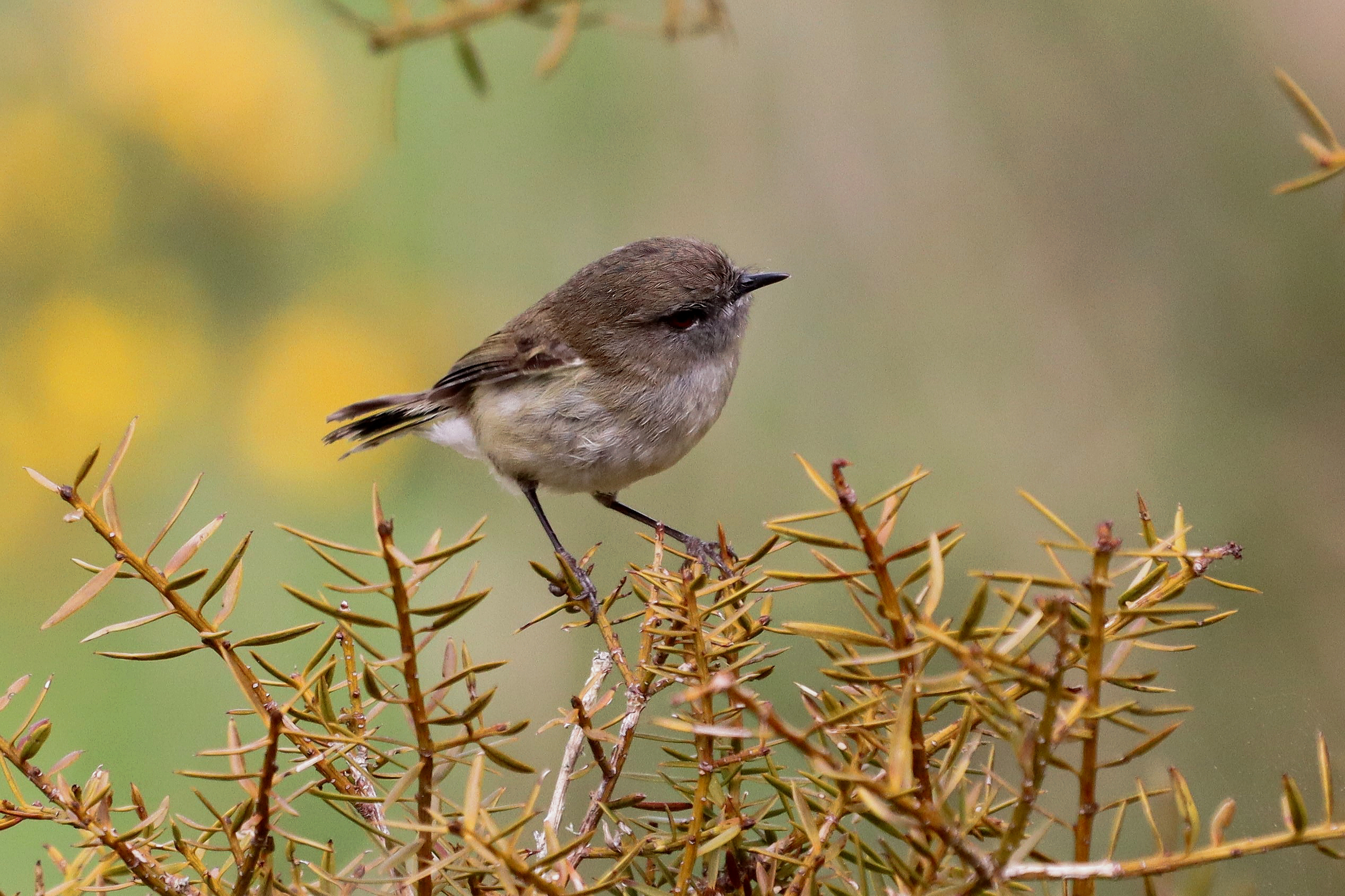
Střízlíkovec novozélandský z profilu

Krátce po dokončení hnízda dochází ke kladení snůšky. Ta představuje 3–4 (občas jen 2 a maximálně 5) bílých nebo lehce narůžovělých vajec s načervenalým kropením. Vejce mají rozměr 17×12 mm a váží 1,5 g. Interval mezi kladením vajec je 2, někdy až 3 dny. Nejčastěji dochází ke 2 snůškám a v případě dostatku času nebo zániku snůšky může dojít i ke třetí snůšce. Inkubuje pouze samice, která kolem tří čtvrtin času tráví na hnízdě, a zbytek času tráví sháněním potravy. Samec během inkubace nekrmí samici, jako to tomu je u některých jiných pěvců. Inkubační doba trvá v průměru 20 dní od nakladení posledního vejce.
Mláďata se rodí altriciální a nidikolní. Zadní část těla mají obalenou prachovým peřím, jinak jsou víceméně holá. Barva kůže při narození bývá růžová nebo šedá, zobák je růžový s černým zakončením. Nohy a drápy jsou rovněž růžové, avšak časem černají. Po narození začínají ptáčata vykrmovat rodiče. Mláďata opouští hnízdo po cirka 17 dnech. Následujících 35 dní jim potravu nadále shání rodiče, avšak v případech prvních snůšek hlavně samec, zatímco samice staví hnízdo pro další snůšku. Ptáčata jsou nicméně schopna samostatného sbírání potravy již ve dvou a půl týdnech života. Po 35 dnech dojde k úplnému osamostatnění mláďat, která se rozletí do blízkého okolí (obyčejně do 3 km, někdy i dále), kde začnou s postupnou tvorbou párů a zakládáním teritorií. Mohou zahnízdit již v prvním roce života, avšak většina střízlíkovců se poprvé spáří až ve druhém či třetím roce.
Hnízdní úspěšnost v lese u Kaikoury měla něco přes 40 %. Ve 42–44 % ze sledovaných hnízd, ve kterých probíhala inkubace, došlo k vyvedení alespoň 1 mláděte. Nejméně 32 % monitorovaných hnízd byla vypleněna predátory.
Nejčastější doba dožití je 5 let, i když někteří jedinci patrně žijí i více než 10 let.

#### Hnízdní parazitismus kukaček nádherných

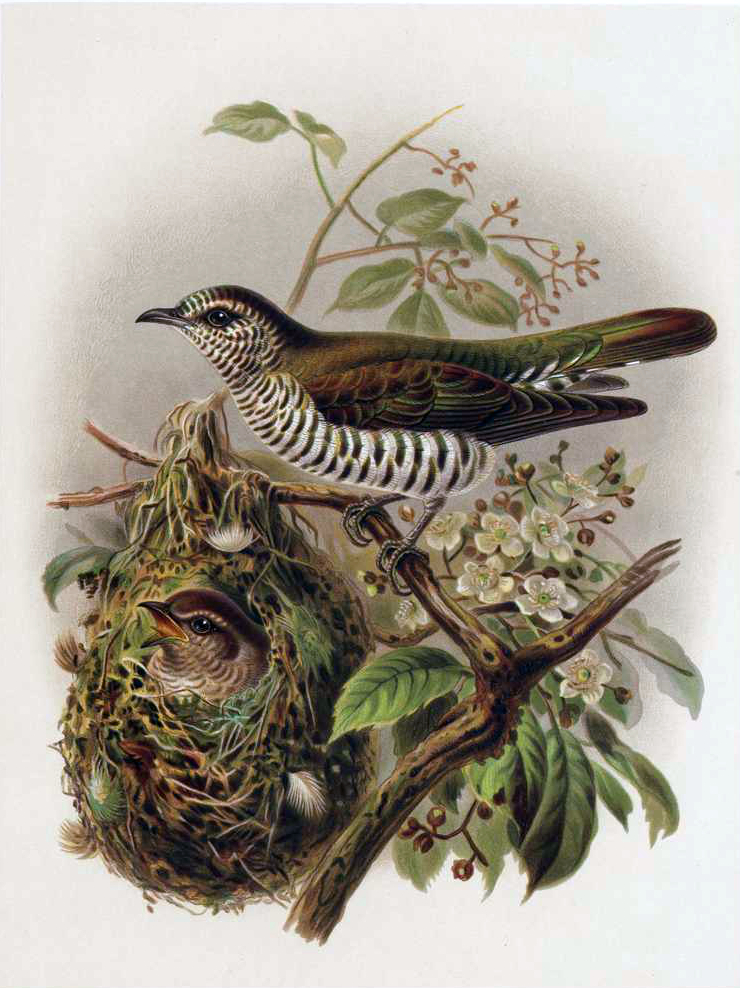
Kukačky nádherné v hnízdě střízlíkovce a vedle něj (malba J. G. Keulemanse z roku 1873)

Střízlíkovec novozélandský je výhradním novozélandským hostitelem hnízdního parazita kukačky nádherné (ta se vyskytuje i v dalších oblastech jako je Austrálie nebo Nová Guinea, kde má jiné hostitele). Tyto kukačky jsou migrující druh a na Nový Zéland přilétají až poté, co střízlíkovci vyvedou první snůšku, takže kukačky parazitují převážně na druhých snůškách. Parazitismus probíhá tak, že kukačka přiletí k hnízdu střízlíkovce, s hlavou napřed vtrhne malým otvorem do hnízda, avšak do maličkého hnízda se nevejde celá, takže konce křídel, ocasu a část hřbetu vykukují z hnízda ven. Během krátké chvíle naklade do hnízda své vejce a ulétne pryč s jedním vejcem střízlíkovce v zobáku. Předpokládá se, že vejce střízlíkovce si dá do zobáku ještě před kladením vlastního vejce, aby tak neriskovala odebrání svého vejce ze snůšky. Celý proces trvá pouhých cca 5–18 vteřin. V případě, že jsou dospělí střízlíkovci poblíž, snaží se kukačku odehnat agresivním klováním do vyčnívajících části těla, což však kukačku od parazitismu většinou neodradí.
Předpokládá se, že kukačky nádherné odnesené vejce střízlíkovců snědí. Střízlíkovci po proběhlém parazitismu nezavrhnou snůšku ani v případě, že kukačku při parazitizmu přistihnou. Někdy se stává, že kukačky přiletí do hnízda střízlíkovců, ve kterém jsou už vylíhlá mláďata. V takovém případě mohou kukačky zobákem vytáhnout mláďata ven z hnízda, která brzy na to hynou. Tímto způsobem se patrně kukačky snaží přinutit střízlíkovce k nové snůšce, čímž by se kukačkám zvýšily šance reprodukční úspěšnosti. Vylíhlá kukačka brzy po narození vytlačí z hnízda všechna mláďata střízlíkovců, která hynou. Pokud dojde ke kladení vejce v době, kdy jsou vejce střízlíkovců v pokročilé době inkubace, a mláďata střízlíkovců mají v době narození kukačky fyzicky navrch, může se stát, že mláďata střízlíkovců vytlačí čerstvě narozenou kukačku.
Kukačky kladou do hnízda střízlíkovců jen jedno vejce, nicméně bylo pozorováno poměrně velké množství případů, kdy jeden střízlíkovec (nebo pár střízlíkovců) krmil mimo hnízdo dvě (případně i více)  juvenilní kukačky najednou. Není úplně jasné, proč takové chování nastává. Je možné, že u střízlíkovce dochází k adopci kukaččího mláděte, pokud např. byla juvenilní kukačka po vylíhnutí zadrhnuta jiným střízlíkovcem.
Není úplně jasné, proč střízlíkovci nezavrhnou snůšku, která byla parazitována i přímo před jejich očima. Je možné, že střízlíkovci uvnitř hnízda, kde panuje tma, nedokáží vizuálně rozpoznat cizí vejce nebo mládě. Mláďata kukaček totiž umí napodobovat hlas o jídlo žebrajících ptáčat střízlíkovců, což dále vede ke zmatení rodičů. Až polovina hnízd druhé snůšky střízlíkovců může každoročně podléhat kukaččímu parazitismu.

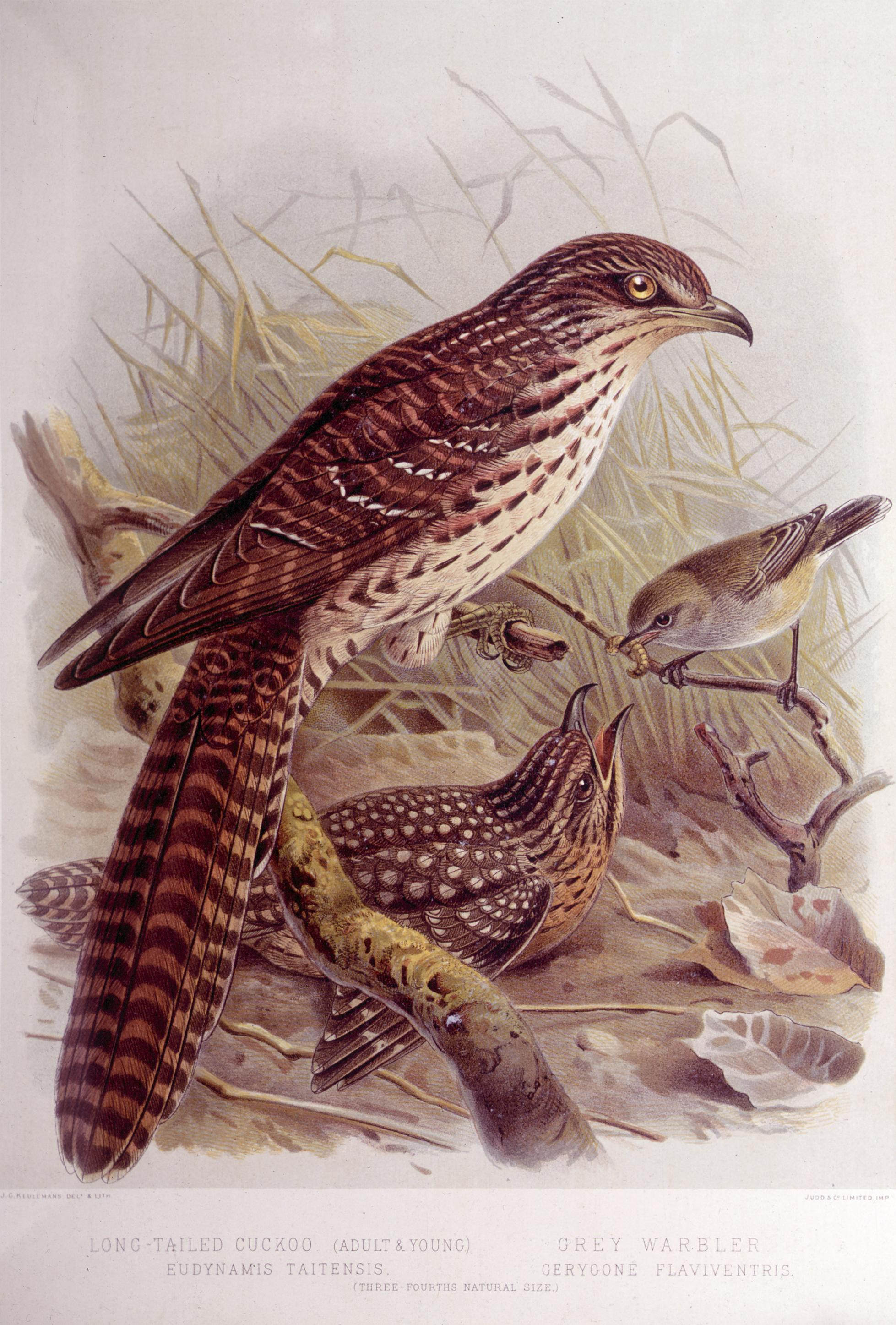
Až do počátku 20. století se někteří ornitologové jako Walter Buller mylně domnívali, že střízlíkovci novozélandští jsou také hostiteli kukaček dlouhoocasých (zde vyobrazení střízlíkovce, jak krmí mnohonásobně větší kukačky, malba J. G. Keulemanse z roku 1873)

Ještě koncem 19. století bylo odbornou i laickou veřejností usuzováno, že střízlíkovci představují hosta i druhému druhu novozélandské kukačky, kterým je kukačka dlouhoocasá. Tento omyl byl způsoben hlavně nedostatkem terénních pozorování. Kukačka dlouhoocasá je mnohonásobně větší než střízlíkovec a bylo tedy jasné, že krmení mláděte nemůže probíhat uvnitř hnízda. Walter Buller tedy usuzoval, že kukačky dlouhoocasé si zajišťují inkubaci samy a střízlíkovci je vykrmují mimo hnízdo. Nizozemský malíř John Gerrard Keulemans dokonce pořídil ilustraci, která se objevila v prvních dvou edicích Bullerovy knihy Historie ptáků Nového Zélandu (A History of the Birds of New Zealand, první vyd. 1873, druhé vyd. 1888). Tato „záhada“ byla rozluštěna v roce 1904, kdy vyšla studie, ve které na základě terénních pozorování byly identifikovány skutečné hostitelské druhy kukaček dlouhoocasých, kterými jsou pištci z čeledi Mohouidae.

### Chování
Během hnízdění se střízlíkovci pohybují po okolí osamoceně nebo v páru, případně v menších hejnech o několika jedincích. Mimo hnízdní období někdy vytváří o něco větší hejna až o cirka 25 jedincích. Občas se volně mísí s menšími hejny příbuzných ptáků jako jsou kruhoočko australopacifické, pištec bělohlavý nebo pištec šedokrký. Střízlíkovci tráví většinu času v horních částech lesního patra, občas nad ním, kde poletují kolem a shánějí potravu. Zatímco v době hnízdění se pohybují hlavně po svém teritoriu, mimo hnízdní období se mohou vydat i do sousedních teritorií, avšak obecně se dá říci, že zůstávají ve stejné oblasti po celý rok. Během období hnízdění dochází u samců k předvádění peří samicím pomocí roztahování ocasních per a třepotání křídel.
Střízlíkovci představují stálý druh. Nedochází u nich dokonce ani k výškové migraci (tzn. nepřesouvají se na zimu z vyšších poloh do těch nižších). Mohou být poměrně agresivní k mláďatům pokřovníků zelených. Bylo zaznamenáno, jak dospělci střízlíkovců různou dobu (od několika vteřin až po několik minut) a opakovaně pronásledují ptáčata pokřovníků. Patrně se bude jednat o snahu o potlačení kompetice v teritoriálním, potravním a akustickém prostoru.
Přepeřuje bezprostředně po skončení hnízdní sezóny, tedy někdy mezi lednem až březnem. Střízlíkovci nemají žádné přirozené predátory, kteří by plenili jejich hnízda.

### Potrava
Jedná se o hmyzožravý druh, který se živí různými druhy pavouků, housenek, much a brouků. Příležitostně pojídá i ovoce. Z hmyzu konkrétně sezobává sekáčovité pavouky, dvoukřídlé, bzučivkovité, pakomárovité, polokřídlé, mšicovité a blanokřídlé. Ze specifických plodů pojídá např. plody logániovité rostliny Geniostoma ligustrifolium, nohoplodovitého stromu Dacrydium cupressinum, aralkovitých keřů rodu Pseudopanax jako je Pseudopanax edgerleyi nebo Pseudopanax simplex, či griselinie Griselinia littoralis.
Potravu sbírá hlavně ve středních a horních částech lesního patra, kde jsou často k vidění, jak vehementně třepotají křídly v těsné blízkosti listů a větviček, které se tím snaží rozvířit a odhalit tak malé bezobratlé živočichy, kteří jsou na nich přichycení. Jakmile bezobratlého živočicha polapí, odnese si jej na blízkou větev či kmen stromu, kde se na chvíli zastaví a někdy s hlavou dolů ubije v zobáku svíraného živočicha o kmen stromu. Teprve poté jej pozře.

### Zpěv
Samci střízlíkovců se často hlasitě projevují po celý rok. Jejich zpěv připomíná dlouhé trylkování. Samice o sobě dávají vědět krátkým zapípáním, které slouží jako kontaktní volání se samcem. Jelikož se ptáci pohybují hlavně v horních částech lesa, je poměrně obtížné je spatřit a jsou tak častěji slyšeni než viděni.
Mláďata se při žebrání o jídlo projevují vysoce položeným pískáním, které je napodobováno i mladými kukačkami nádhernými. Jelikož si střízlíkovci staví uzavřená hnízda, kde může panovat naprostá tma, předpokládá se, že hlasový projev mláďat střízlíkovců bude mít mnohem větší důležitost, než jejich vizuální projevy. Žebrající mláďata dokáží pomocí hlasu přenášet nejméně dvě informace – jak moc jsou hladová a jak jsou velká / stará. Tyto informace přenášejí úpravami amplitudy a délek vydávaných zvuků poté, co uslyší zpěv rodiče, který přichází do hnízda s jídlem. Informace přenášené žebrajícími mláďaty umožňují rodičům vyhodnotit situaci na hnízdě. Není úplně jasné, do jaké míry a konkrétně jakou část žebrajícího pískání napodobují ptáčata kukaček nádherných tak, aby nebyly rodiči střízlíkovců zavrženy a dostalo se jim tak potravy.

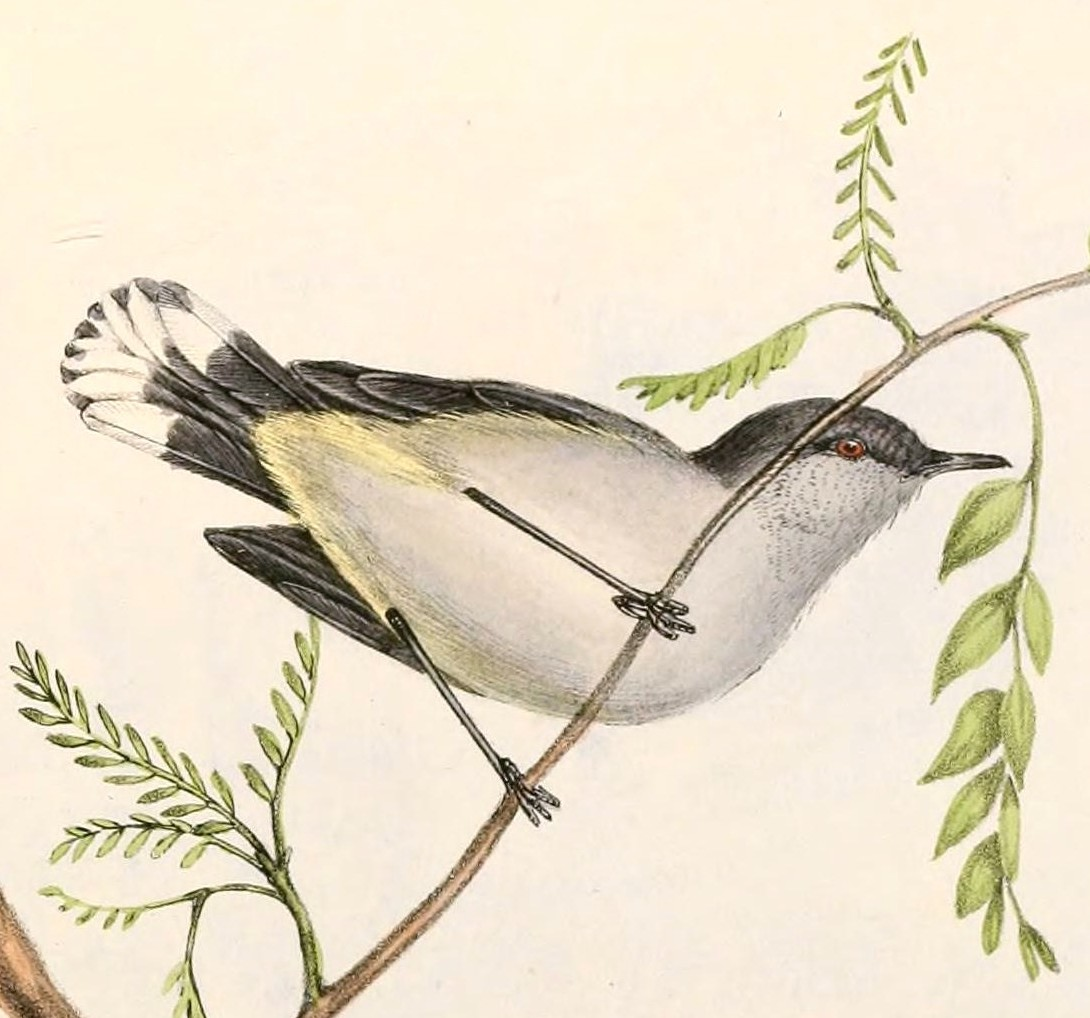
Malba střízlíkovce z roku 1844

U dospělých střízlíkovců bylo prokázáno, že se u nich v průběhu času může změnit frekvence zpěvu. Zdá se, že k těmto úpravám dochází na základě změny konkurence ve zvukovém prostoru následkem fluktuace vnitrodruhové i mezidruhové kompetice. Např. v rezervaci Zealandia se změnila frekvence zpěvu střízlíkovců po introdukci pištců bělohlavých, kteří jsou dominantnější a původně využívali stejnou frekvenci zpěvů.

## Ohrožení a ochrana
Střízlíkovec patří k jedněm z nejhojnějších ptáků Nového Zélandu. Velikost populace není známá, nicméně se jedná o běžného ptáka rozšířeného po celé zemi. Střízlíkovci sice podléhají predaci ze strany introdukovaných savců jako jsou hranostaji, kočky nebo krysy obecné, ty však nepředstavují hrozbu pro celkovou populaci. Mezinárodní svaz ochrany přírody proto druh hodnotí jako málo dotčený.

## Odkaz v kultuře
Domorodí Maorové dobře znali střízlíkovce a jejich hnízda, která jim poskytovala údaj o převládajících směrech větru. Podle maorské tradice otvory hnízd směřují ve směru převládajících větrů, takže např. vstupní otvor směřující na sever znamenal přítomnost chladných jižních větrů. Jarní prozpěvování střízlíkovců symbolizovalo, že je čas sázení a setby. Střízlíkovec vystupuje v jednom z maorských pořekadel (whakataukī), které přirovnává střízlíkovce k lenivému člověku, který nedojde na setbu, ale objeví se až v době sklizně, kdy se úroda jí:
| „                  | Kde jsi byl když riroriro zpíval, že jsi nepracoval, abys měl co jíst? | “ |
| — Maorské přísloví |                                                                        |   |

V roce 2007 se střízlíkovec novozélandský stal ptákem roku v každoroční anketě vyhlašovanou organizací Forest and Bird.